# 2017-es Abú Kamál-i offenzíva
A 2017-es Abú Kamál-i offenzíva, kódnevén Hajnal-3 Hadművelet, a Szíriai Arab Hadsereg és szövetségesei által az Iraki és Levantei Iszlám Állam tagjai ellen Dajr ez-Zaur kormányzóságban indított katonai hadművelet volt. A hadművelet fő célja az ISIL utolsó szíriai erődítményének, Abú Kamálnak a megszerzése volt.  Az offenzíva az ennél szélesebb körű kelet-szíriai hadművelet része volt.
Az offenzívára a nyugat-iraki hadjárattal egy időben került sor, melynek a fő célja az ISIL kezén lévő Al-Qa'im városának és Irak nyugati részének a megszerzése volt.

## Az offenzíva

### Út a határig
Október 23-án a kormányerők offenzívába kezdtek, hogy elérjék Abú Kamált. Mivel az ISIL megpróbálta feltartóztatni a hadsereg előretörését, 42 ISIL-harcos és 27 kormánypárti katona vesztette életét.  Október 25-re az ISIL kiszorította a központi seregeket az Eufrátesz nyugati partján álló Al-Asharah városából és Al-Quriyah egyes területeiről is. Eközben fontos harcok indultak az ISIL kezén lévő, stratégiai fontosságú T–2 Töltőállomásnál, Abú Kamál délnyugati határánál. A jelentések szerint a Szíriai Hadsereg és a Hezbollah három irányból vette körbe a területet. Október 26-án a Hadsereg és szövetségesei elfoglalták a benzinkutat, miután Abú Kamáltól 45 km-re állásokat építettek ki. A kormány előretörését az oroszok heves légi tüzérséggel támogatták.
Október 27-én a kormányerőket 40 km-nél kevesebb választotta el Abú Kamáltól, mikor az ISIL készülődött a város megvédésére. Másnap az ISIL ellentámadása visszaverte a kormány seregeit a T–2 töltőállomás környékén, majd a milicisták ismét megtámadták az Eufrátesz völgyében lévő Al-Quriyah városát, melynek egyes részeit el is foglalták. Október 29-én a kormányerők újabb állásokat vettek fel Abu Kamától 65 km-re délnyugatra, miközben több rejtett rajtaütés után kivonultak Al-Quriyah és Mahkan területéről is, és visszahúzódtak Majadinba.
Október 31-re az ISIL támadását a T–2 töltőállomás ellen ismét visszaverték, és a kormányerők ismét Abú Kamál 50 km-es körzetében voltak. Másnap az Oroszországból felszállt hat orosz Tu-22MZ nagy távolságú bombázó az ISIL állásait vették célba Abú Kamál mellett. November 3-án az iraki erők elfoglalták az Abú Kamál melletti határ túloldalán Al-Qa'im városát. Később iraki félkatonai seregek átlépték a határt, és az ISIL állásait támadták meg Abú Kamál Hiri városrészében, másnapra azonban visszaűzték őket a határ túloldalára. Az iraki határon átnyúló támadással egy időben az oroszok egy masszív légi támadást indítottak Abú Kamál lakóövezeti részében különféle ISIl-célpontok ellen. November 5-én a kormányerők a várostól számítva 15 km-es körzeten belülre kerültek, és elérték az iraki határt.

### Első  támadás a város ellen
Miután a szíriai és az iraki hadseregek november 8-án találkoztak a határnál, a szíriai hadsereg és támogatói támadást indítottak Abú Kamál ellen, mely alatt gyorsan bekerítették a várost, és be is hatoltak a területére. A harcok alatt a területen több száz fővel jelen lévő Hezbollah átlépte az iraki határt, és az Iraki Népmozgalmi Erőkkel közösen onnét támadta Abú Kamált. A jelentések szerint a Szíriai Hadsereg is belépett Irakba, majd Abú Kamált ezután Al-Qa'im területéről támadta. A jelentések szerint mind a Szíriai Hadsereg, mind szövetségesei az iraki hadsereg jóváhagyásával lépték át a határt. Este a kormánypárti források arról számoltak be, hogy Abú Kamált teljesen elfoglalták, miközben az ellenzéki barát SOHR ezt cáfolta, és azt állította, a városnak csak egyes részeit szerezték meg. Másnap, miután az ISIL egy modern, saját magának létrehozott menekülési útvonalon keresztül elhagyta a várost, az ellenzék is elismerte a terület megszerzését. A Szíriai Hadsereg főparancsnoka hivatalosan is bejelentette Abú Kamál megszerzését, és egy nyilatkozatban ezt írta: „A város felszabadítása azért nagy jelentőségű, mert ez egyben általánosságban az ISIS terrorista csoport végét is jelenti a régióban. A támogatóiknak pedig egy olyan illúzió összeomlása ez, mely szerint meg lehet minket osztani.” Ezután a hadsereg rögtön nekiállt a város átfésülésének, hogy mentesítse a területet a bombáktól. Eközben a kormánybarát erők tovább folytatták a környéken az akcióikat, és Abú Kamáltól északra elfoglalták a Hamdan Katonai Repülőteret.
November 9-én este az ISIL egyik ellentámadásában Abú Kamál 40%-át visszafoglalta, valamint megszerezte a város néhány északi, északnyugati és északkeleti szomszédját is. Másnap a városközpont közelében volt a harcok középpontja. Eközben a Hezbollah arról számolt be, hogy a támadás idején az ISIL vezetője, Abu Bakr al-Bagdadi a városban tartózkodott. November 11-én a Szíriai Légierő, hogy biztosítsa a katonák jelenlétét a város déli részén, heves légi támadásokat indított a területen. A támadás másik célja az volt, hogy kiűzték az ISIL-t a településről. Ekkor vált világossá, hogy ezelőtt azért vonult ki az ISIL a városból, mert ezzel tőrbe akarták csalni őket, hogy majd a város csatornáiban megbúvó harcosok ezután mérjenek csapásokat a hadsereg katonáira. Az ellenakcióban öngyilkos merénylők is részt vettek, valamint rakétatámadásokat is hajtottak végre. A hadsereg és szövetségesei nagy veszteségeket szenvedtek el, a nap végére pedig az ISIL teljes egészében visszafoglalta a várost, a kormányerők pedig kénytelenek voltak elhagyni, és annak szélétől 1-2 km-re tudtak letáborozni. Eközben a hírek szerint a PMF elfoglalta a közeli, Irakba vezető határátkelőt.

### A város elleni második támadás
November 12-én a Szíriai Hadsereg Majadinból egy támadást indított Abú Kamál irányába, a sivatagon gyorsan átvágtak, és a várostól 25-35 km távolságra vertek állásokat. November 17-én a Szíriai Hadsereg ismét lerohanta a várost, amit november 19-re el is foglalt.
A környékben december 6-ig folytatódtak a harcok. Ezalatt a két oldalon összesen 447 harcos esett el. Eközben a kormányerők tovább haladtak az Eufrátesz nyugati partján, és Majadintól délkeletre megostromolták az ISIL egyik megmaradt területét. Ezt a területet november 21-én foglalták el, az ezt követő napokban a Hadsereg teljesen meg is tisztította ezt. November 28-ra az elzárt terület már szinte el is tűnt, Al-Quriyah városát pedig elfoglalták. Ezután a Hadsereg tovább folytatta a terve kivitelezését, hogy összeköttetést létesítsen a Majadintól délkeletre haladó erőket az Abú Kamálban lévőkkel. December 5-én már csak 10 km hiányzott a cél eléréséhez, december 6-án pedig találkozott a két alakulat. Ezzel megtisztították az Eufrátesz teljes nyugati partszakaszát. Előtte az ISIL visszavonult Dejr ez-Zaur nyugati tájaira. Az Eufrátesz menti végső előretörés alatt az előretörő kormányerők elé öngyilkos autórobbantókat küldtek, akik így hatalmas károkat tudtak okozni a Hadseregnek.